# Gomponsom
Gomponsom è un dipartimento del Burkina Faso classificato come comune, situato nella provincia di Passoré, facente parte della Regione del Nord.
Il dipartimento si compone del capoluogo e di altri 14 villaggi: Baniou, Dana, Kouni, Kunkane, Lablango, Niongnongo, Ouonon, Pougyango, Seloguin, Tibili, Tinkoguelga, Toessin, Zambele e Zougoungou.